# رابرت پاش
رابرت پاش (فرانسوی: Robert Pache‎; ۲۶ سپتامبر ۱۸۹۷ – ۳۱ دسامبر ۱۹۷۴) بازیکن و مربی فوتبال اهل سوئیس بود.
از باشگاه‌هایی که در آن بازی کرده‌است می‌توان به باشگاه فوتبال سروت ۱۸۹۰ و باشگاه فوتبال اف‌اس‌وی فرانکفورت اشاره کرد.